# Грандін (Міссурі)
Грандін (англ. Grandin) — місто (англ. city) в США, в окрузі Картер штату Міссурі. Населення — 226 осіб (2020).

## Географія
Грандін розташований за координатами 36°49′51″ пн. ш. 90°49′19″ зх. д. / 36.83083° пн. ш. 90.82194° зх. д. (36.830931, -90.821949).  За даними Бюро перепису населення США в 2010 році місто мало площу 1,04 км², з яких 1,04 км² — суходіл та 0,00 км² — водойми.

## Демографія
Згідно з переписом 2010 року, у місті мешкали 243 особи в 102 домогосподарствах у складі 60 родин. Густота населення становила 234 особи/км².  Було 121 помешкання (116/км²).
Расовий склад населення:
| - 99,6 % — білих - 0,4 % — корінних американців |

До двох чи більше рас належало 0,0 %. Частка іспаномовних становила 2,1 % від усіх жителів.
За віковим діапазоном населення розподілялося таким чином: 28,0 % — особи молодші 18 років, 56,8 % — особи у віці 18—64 років, 15,2 % — особи у віці 65 років та старші. Медіана віку мешканця становила 37,6 року. На 100 осіб жіночої статі у місті припадало 102,5 чоловіків;  на 100 жінок у віці від 18 років та старших — 96,6 чоловіків також старших 18 років.
Середній дохід на одне домашнє господарство  становив 24 972 долари США (медіана — 17 500), а середній дохід на одну сім'ю — 31 694 долари (медіана — 22 031). За межею бідності перебувало 45,7 % осіб, у тому числі 40,4 % дітей у віці до 18 років та 53,8 % осіб у віці 65 років та старших.
Цивільне працевлаштоване населення становило 54 особи. Основні галузі зайнятості: виробництво — 20,4 %, транспорт — 18,5 %, освіта, охорона здоров'я та соціальна допомога — 16,7 %.